# I fondatori
I fondatori (Founding Father) è un racconto di fantascienza di Isaac Asimov pubblicato per la prima volta nel 1965 nel numero di ottobre della rivista Galaxy Science Fiction.
Successivamente è stato incluso nell'antologia Testi e note (Buy Jupiter and Other Stories) del 1975.
È stato pubblicato varie volte in italiano a partire dal 1966.
Il racconto nacque su commissione di Frederik Pohl, curatore di Galaxy Science Fiction, che richiese un racconto breve ispirato dal disegno di copertina raffigurante il volto di un astronauta all'interno di un casco spaziale, sullo sfondo di molte croci.

## Trama
La Squadra Galattica è incaricata di trovare nuovi pianeti adatti alla colonizzazione umana, se necessario attraverso un processo di terraformazione.
Una nave spaziale della Squadra in missione esplorativa compie un atterraggio di fortuna su un pianeta alieno. L'equipaggio scopre con sorpresa che l'ecologia di questo pianeta si basa su una forte presenza di ammoniaca, il che rende la sua atmosfera irrespirabile per gli uomini e il suolo inadatto per le piante di tipo terrestre che servono alla colonizzazione.
Dato che la nave non può più decollare, l'equipaggio si dedica a cercare di modificare l'ambiente per renderlo adatto a possibili futuri coloni umani. Nonostante gli anni e gli sforzi compiuti, gli uomini della nave non riescono nel loro intento e, a uno a uno, muoiono per avvelenamento da ammoniaca. Ma la cessione al terreno di elementi nutritivi originati dalla decomposizione dei corpi, rende fertile il terreno, e dopo che l'ultimo membro dell'equipaggio è morto, le piante terrestri mostrano i segni di un nuovo vigore.